# Batnfjordsøra
Batnfjordsøra este o localitate din comuna Gjemnes, provincia Møre og Romsdal, Norvegia, cu o suprafață de 0,32 km² și o populație de 319 locuitori (2013).